# 올림픽 잠비아 선수단
잠비아는 1968년 현재의 명칭으로 처음으로 올림픽에 참가했으며, 이후 1976년을 제외하고 매년 하계 올림픽에 참가해 왔다. 이전에는 1964년에 북로디지아로, 1960년에는 로디지아라는 이름으로 참가했다. 잠비아는 동계 올림픽에 선수단을 파견한 적이 없다.
잠비아 선수들은 두 가지 종목에서 두 개의 메달을 획득했다. 권투 선수 키스 므윌라(Keith Mwila)는 1984년 하계 올림픽 라이트 플라이급 부문에서 국내 최초의 올림픽 메달인 동메달을 획득했으며, 12년 후 사무엘 마테테(Samuel Matete)는 남자 400m 허들에서 은메달을 획득했다.
잠비아 국가 올림픽 위원회(NOCZ)는 1951년에 창설되었고 1963년에 국제 올림픽 위원회의 승인을 받았다.

## 대회별 메달 집계

### 하계 올림픽 메달 집계
| 경기                  | 선수                  | 금                    | 은                    | 동                    | 합계                  | 순위                  |
| 1960년 로마           | 로디지아 (RHO)의 일부 | 로디지아 (RHO)의 일부 | 로디지아 (RHO)의 일부 | 로디지아 (RHO)의 일부 | 로디지아 (RHO)의 일부 | 로디지아 (RHO)의 일부 |
| 1964년 도쿄           | 12                    | 0                     | 0                     | 0                     | 0                     | –                     |
| 1968년 멕시코시티     | 7                     | 0                     | 0                     | 0                     | 0                     | –                     |
| 1972년 뮌헨           | 14                    | 0                     | 0                     | 0                     | 0                     | –                     |
| 1976년 몬트리올       | 불참                  | 불참                  | 불참                  | 불참                  | 불참                  | 불참                  |
| 1980년 모스크바       | 40                    | 0                     | 0                     | 0                     | 0                     | –                     |
| 1984년 로스앤젤레스   | 16                    | 0                     | 0                     | 1                     | 1                     | 43                    |
| 1988년 서울           | 31                    | 0                     | 0                     | 0                     | 0                     | –                     |
| 1992년 바르셀로나     | 9                     | 0                     | 0                     | 0                     | 0                     | –                     |
| 1996년 애틀랜타       | 8                     | 0                     | 1                     | 0                     | 1                     | 61                    |
| 2000년 시드니         | 8                     | 0                     | 0                     | 0                     | 0                     | –                     |
| 2004년 아테네         | 6                     | 0                     | 0                     | 0                     | 0                     | –                     |
| 2008년 베이징         | 8                     | 0                     | 0                     | 0                     | 0                     | –                     |
| 2012년 런던           | 7                     | 0                     | 0                     | 0                     | 0                     | –                     |
| 2016년 리우데자네이루 | 7                     | 0                     | 0                     | 0                     | 0                     | –                     |
| 2020년 도쿄           | 30                    | 0                     | 0                     | 0                     | 0                     | –                     |
| 2024년 파리           | 미래의 이벤트         |                       |                       |                       |                       |                       |
| 2028년 로스앤젤레스   | 미래의 이벤트         |                       |                       |                       |                       |                       |
| 2032년 브리즈번       | 미래의 이벤트         |                       |                       |                       |                       |                       |
| Total                 | Total                 | 0                     | 1                     | 1                     | 2                     | 127                   |

### 종목별 메달
| 종목       | 금 | 은 | 동 | 합계 |
| ---------- | -- | -- | -- | ---- |
| 육상       | 0  | 1  | 0  | 1    |
| 복싱       | 0  | 0  | 1  | 1    |
| 합계 (2개) | 0  | 1  | 1  | 2    |

## 메달리스트 목록
| 메달   | 이름          | 경기                | 종목 | 이벤트                  |
| ------ | ------------- | ------------------- | ---- | ----------------------- |
| 은메달 | 사무엘 마테테 | 1996년 애틀랜타     | 육상 | 남자 400미터 허들       |
| 동메달 | 키스 므윌라   | 1984년 로스앤젤레스 | 복싱 | 라이트플라이급 (–48 kg) |